# Linie devíti čar

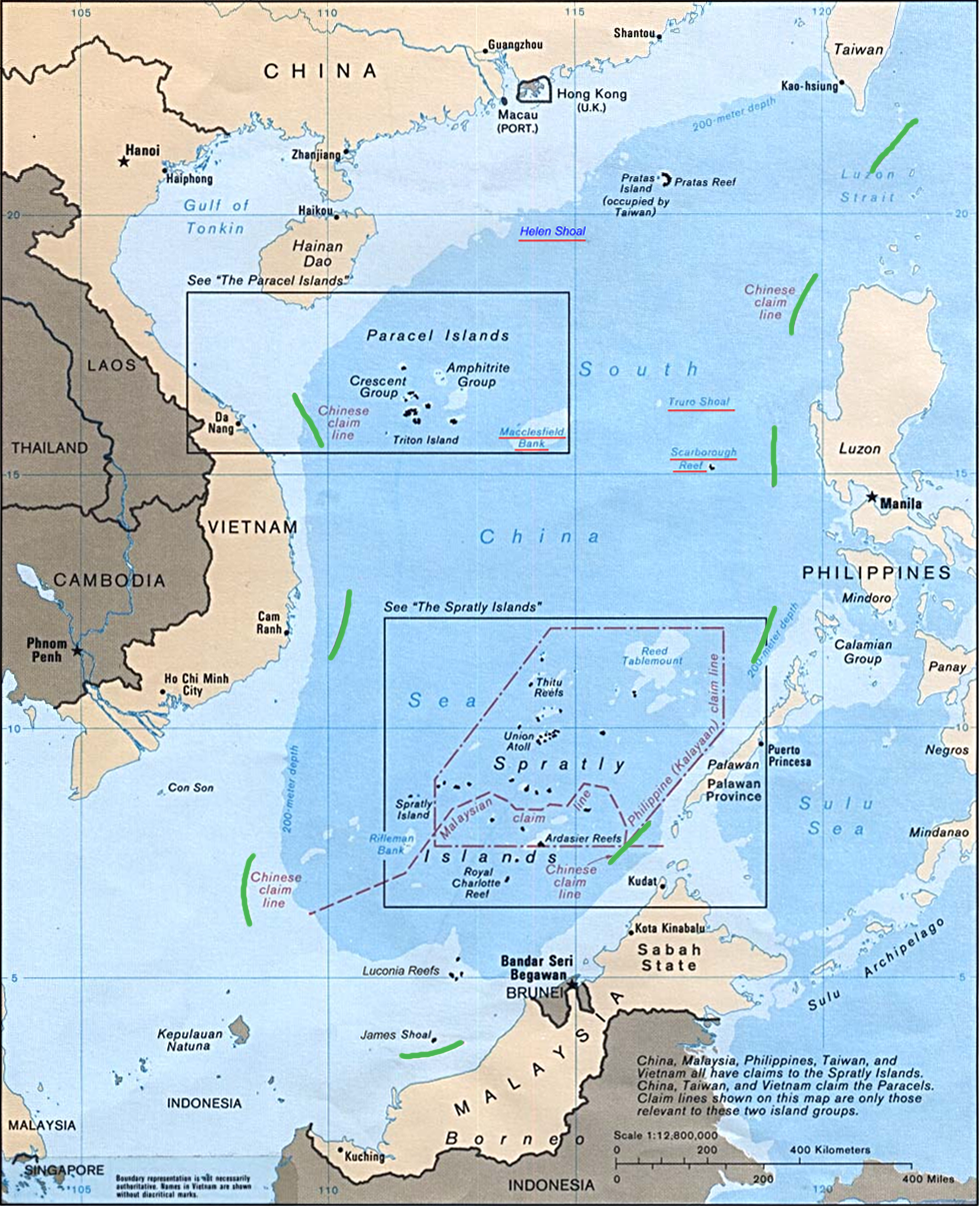
Linie devíti čar

Linie devíti čar (čínsky 南海九段线 – nan-chaj ťiou-tuan sien, pchin-jinem nánhǎi jiǔduàn xiàn; doslova „devět přerušovaných čar v Jihočínském moři“) je pojmenování užívané pro vágní vytyčení teritoriálních požadavků Čínské lidové republiky v oblasti Jihočínského moře. Tyto „čínské“ hranice byly na mapě zakresleny jen pomocí devíti nespojitých čar, přesto z nich vyplývá, že si Čína podle tohoto konceptu nárokuje téměř 90 % celého Jihočínského moře, a její nároky se z velké části překrývají s teritoriálními vodami dalších zemí (Vietnamu, Filipín, Malajsie, Bruneje i Indonésie). Proto je nejen těmito státy Linie devíti čar považována za svévolný čínský imperiální projekt, který není podložen ani historickými fakty. V červenci 2016 jednoznačně odsoudil tento koncept i mezinárodní Stálý rozhodčí soud v Haagu. Koncepci Linie devíti čar ovšem zastává i Tchaj-wan, který se považuje za pokračovatele původní Číny. Vietnamci této koncepci pro její tvar přezdívají také Đường lưỡi bò (Linie kravího jazyka) nebo Đường chữ U (Linie U).
Poprvé byla mapa s podobně naznačenými hranicemi zveřejněna 1. prosince 1947, a byla definována pevninskou Čínskou republikou (t. č. vedenou Čankajškovým Kuomintangem). V tehdejší versi měla jedenáct čar, proto se o ní hovoří jako o Linii jedenácti čar. I přes pozdější odebrání dvou čar z mapy Jihočínského moře (iniciovaného čínským premiérem Čou En-lajem v roce 1952) zbývající čáry de facto ohraničují skoro celé Jihočínské moře a zahrnují tak mnoho sporných souostroví a atolů, jako Paracelské ostrovy, Spratlyho ostrovy, Prataské ostrovy, Macclesfield Bank či Scarborough Shoal, ale také rozsáhlé oblasti, které podle mezinárodní úmluvy UNCLOS mají status volného moře. Na jihu se dokonce přibližují indonéským Natunským ostrovům. V roce 2013 ČLR pro změnu přidala další čáru, aby naznačila svůj požadavek na svou svrchovanost ve sporné oblasti na východ od Tchaj-wanu (která už ovšem nespadá do vlastního Jihočínského moře) – proto se lze od té doby setkat i s označením Linie desíti čar.
Celý koncept byl oživen v roce 2009, kdy Čína předložila mapu s devíti čarami přímo na půdě OSN. ČLR však již předtím vojensky obsadila sporné útvary v Jihočínském moři, v roce 1974 anektovala vietnamskou část Paracelských ostrovů, v roce 1988 pak šest útesů ve Spratlyově souostroví, včetně strategického Fiery Cross Reef, na němž posléze, počínaje rokem 2014, vybudovala rozsáhlý umělý ostrov s letištní plochou i vojenským zařízením. Při obou čínských záborech přišly o život desítky Vietnamců. V roce 1995 Čína podobně zabrala Mischief Reef, který spadá do filipínské výlučné ekonomické zóny – také na něm později, od roku 2014, vybudovala letištní ranvej a vojenské zázemí.
Poté, co Čína v roce 2012 vojensky obsadila také atol Scarborough Shoal (který spadá do filipínské výlučné ekonomické zóny a také je tradiční oblastí lovu filipínských rybářů), iniciovaly Filipíny žalobu na ČLR u mezinárodního Stálého rozhodčího soudu v Haagu. Rozsudek vynesený 12. července 2016 jednoznačně odsoudil nejen násilnou okupaci atolu, ale také celou čínskou koncepci Linie devíti čar jako samovolnou a neoprávněnou. Za Filipíny se postavil mj. Vietnam, který rovněž čelí čínské rozpínavosti v regionu. ČLR i Tchaj-wan však rozsudek odmítly uznat. Čína v této souvislosti hovoří o své „nesporné suverenitě“, a odmítá o záležitosti dále vyjednávat, přestože sama od roku 1996 patří mezi signatáře úmluvy UNCLOS, z níž verdikt vycházel.